# Contra (серия игр)
Contra (яп. 魂斗羅 Мятежник) — серия японских компьютерных игр в жанре «беги и стреляй», выпущенных компанией Konami. Первая игра серии появилась в 1987 году в виде аркадного игрового автомата, позже серия получила большу́ю популярность за счёт домашних версий игры.

## Игровой процесс
Contra существенно повлияла на развитие жанра «беги и стреляй», комбинирующего платформер и шутер. Игрок или два игрока управляют героями игры, солдатами, сражающимися с противниками с помощью разного оружия. В игре отсутствуют очки жизни, таким образом, игрок должен избегать попадания в своего персонажа любого враждебного объекта — герой может ложиться на землю, перепрыгивать пули, а также прятаться с головой под воду.
Бо́льшая часть игр серии использует двухмерную графику. Игры включают уровни разных типов — с видом сбоку и горизонтальной или вертикальной прокруткой, уровни с видом сверху и «сзади». В 1996 году вышла первая игра серии, использующая трёхмерную графику — Contra: Legacy of War. Она не получила успеха, и последующие игры серии использовали как двухмерную, так и трёхмерную графику, а также их сочетание.

## Сюжет
Действия оригинальной Contra и нескольких её продолжений (в частности, Super Contra и Contra III: The Alien Wars) разворачиваются на планете Земля в XXVII веке, а главными героями выступают Билл Райзер и Лэнс Бин, два бойца повстанческого спецподразделения под кодовым названием «Контра». Оба персонажа названы в честь актёров, снявшихся в фильме «Чужие»: имя первого заимствовано у актёров Билла Пэкстона и Пола Райзера, второго — у Лэнса Хенриксена и Майкла Бина. По приказу «Контры» герои посланы на борьбу с армией пришельцев, стремящихся уничтожить планету.
Некоторые поздние игры, выпущенные после Contra III, уходят от этой первоначальной задумки. Например, события Contra Force происходят не в будущем, а в настоящем времени (1992 год); в Contra: Hard Corps протагонистами выступают совершенно другие персонажи, никак не связанные с оригинальными. После долгого отсутствия Билл Райзер вновь появляется в Contra: Shattered Soldier, где играет роль осужденного военного преступника, призванного противостоять своему бывшему напарнику Лэнсу, который стал лидером террористической организации. Самая поздняя в хронологическом плане Neo Contra описывает приключения Билла в 4444 году, но этот Билл оказывается клоном, созданным через 1800 лет после смерти своего прототипа. В Contra 4 геймплей возвращается к привычной схеме, а сюжет описывает события сразу после Contra 3: Alien’s War и, таким образом, является приквелом.

## Игры
| Даты выхода игр серии Contra |                            |
| 1987                         | Contra                     |
| 1988                         | Super Contra               |
| 1989                         |                            |
| 1990                         |                            |
| 1991                         | Operation C                |
| 1992                         | Contra III: The Alien Wars |
| 1992                         | Contra Force               |
| 1993                         |                            |
| 1994                         | Contra: Hard Corps         |
| 1995                         |                            |
| 1996                         | Contra: Legacy of War      |
| 1997                         |                            |
| 1998                         | The Contra Adventure       |
| 1999                         |                            |
| 2000                         |                            |
| 2001                         |                            |
| 2002                         | Contra: Shattered Soldier  |
| 2003                         |                            |
| 2004                         | Neo Contra                 |
| 2005                         |                            |
| 2006                         |                            |
| 2007                         | Contra 4                   |
| 2008                         |                            |
| 2009                         | Contra ReBirth             |
| 2010                         | Contra: Evolution          |
| 2011                         | Hard Corps: Uprising       |
| 2012                         |                            |
| 2013                         | Contra 3D                  |
| 2014                         |                            |
| 2015                         |                            |
| 2016                         |                            |
| 2017                         |                            |
| 2018                         |                            |
| 2019                         | Contra: Rogue Corps        |
| 2020                         |                            |
| 2021                         |                            |
| 2022                         |                            |
| 2023                         |                            |
| 2024                         | Contra: Operation Galuga   |

### Оригинальные игры
| Игра                       | Год  | Платформы                                                                         |
| -------------------------- | ---- | --------------------------------------------------------------------------------- |
| Contra                     | 1987 | Arcade, NES, MSX2, DOS, C64, CPC, ZX                                              |
| Super Contra               | 1988 | Arcade, NES, DOS, Amiga                                                           |
| Operation C                | 1991 | Game Boy                                                                          |
| Contra III: The Alien Wars | 1992 | SNES, Game Boy, Game Boy Advance                                                  |
| Contra Force               | 1992 | NES                                                                               |
| Contra: Hard Corps         | 1994 | Mega Drive/Genesis                                                                |
| Contra: Legacy of War      | 1996 | PlayStation, Sega Saturn                                                          |
| C: The Contra Adventure    | 1998 | PlayStation                                                                       |
| Contra: Shattered Soldier  | 2002 | PlayStation 2                                                                     |
| Neo Contra                 | 2004 | PlayStation 2                                                                     |
| Contra 4                   | 2007 | Nintendo DS                                                                       |
| Contra ReBirth             | 2009 | Загрузка для Wii                                                                  |
| Hard Corps: Uprising       | 2011 | Загрузка для PlayStation 3, Xbox 360                                              |
| Contra: Rogue Corps        | 2019 | PlayStation 4, Xbox One, Nintendo Switch, Windows                                 |
| Contra: Operation Galuga   | 2024 | Nintendo Switch, PlayStation 4, PlayStation 5, Windows, Xbox One, Xbox Series X/S |

### Игры для мобильных телефонов
| Игра                          | Год  | Платформа          |
| ----------------------------- | ---- | ------------------ |
| Contra: The War of the Worlds | 2009 | Мобильные телефоны |
| Contra: Return                | 2017 | Android, IOS       |

### Ремейки
Ремейки первой игры серии — Contra:
| Игра              | Год  | Платформы                     |
| ----------------- | ---- | ----------------------------- |
| Contra: Evolution | 2010 | Arcade, Android, IPhone, IPad |
| Contra 3D         | 2013 | Pachislot                     |

### Не вышедшие игры
| Игра              | Год анонса | Платформы   |
| ----------------- | ---------- | ----------- |
| Contra Spirits 64 | 1998       | Nintendo 64 |